# Policasta

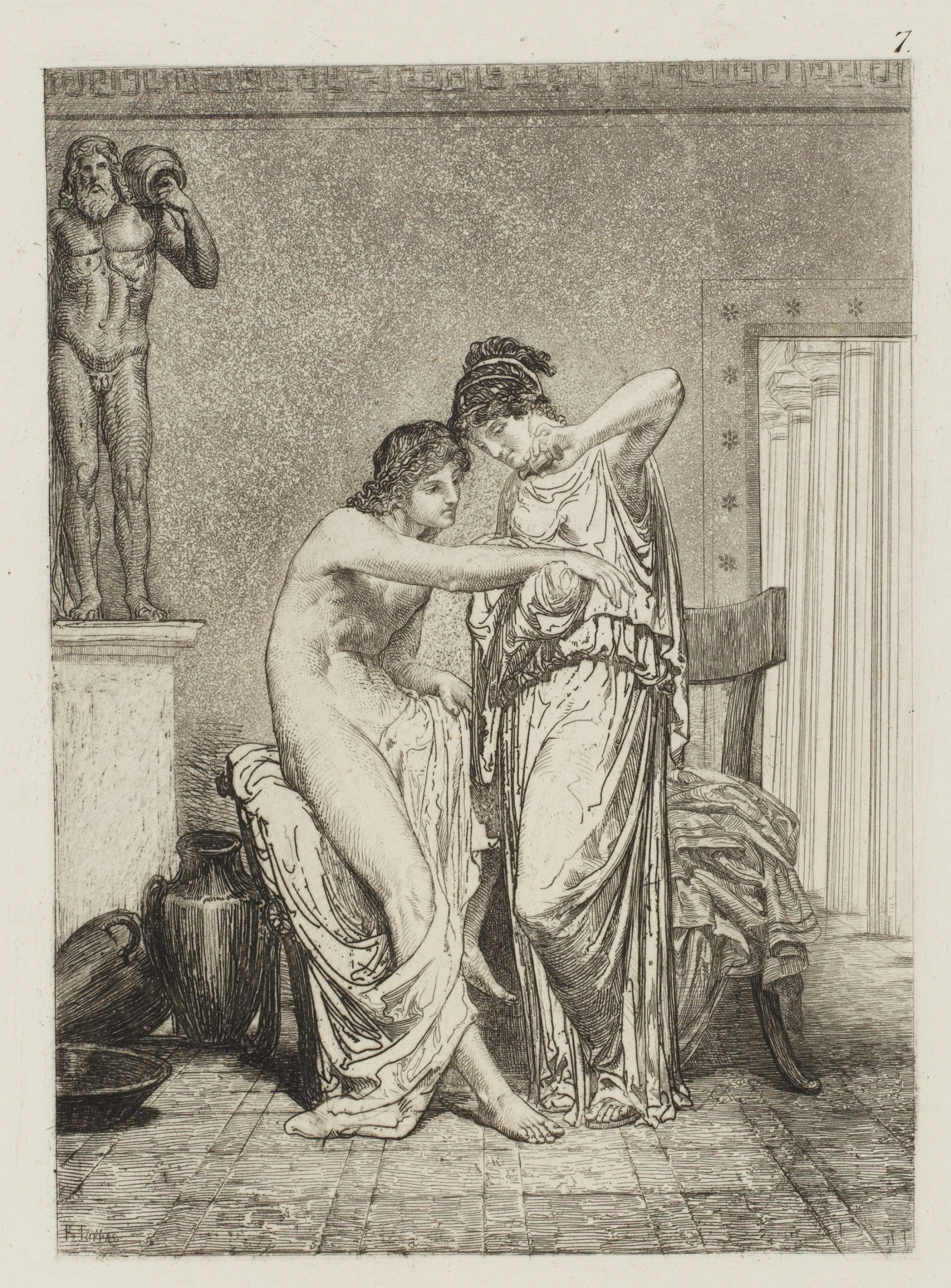
Telémaco y Policasta

En la mitología griega, Policasta (En griego antiguo Πολυκάστης) es una de las hijas de Néstor y también princesa de Pilos. Es un personaje de la Odisea. Es hermana de Pisístrato. 

## En la Odisea
Policasta, la menor de los hijos de Néstor, recibe a Telémaco con hospitalidad y le da un baño al día siguiente de su llegada. También se dice que Policasta yació con Telémaco. 

## Descendencia
No está claro la descendencia de Policasta. Hesíodo afirma que, unida a Telémaco, tuvo a Perséptolis. Otros dicen que fue la madre de Homero, también con Telémaco. 